# Handknattleiksfélag Kópavogs
Handknattleiksfélag Kópavogs är en idrottsklubb från Kópavogur på Island. Klubben grundades 26 januari 1970. Ursprungligen hade klubben enbart handboll på programmet, men har nu verksamhet i flera andra sporter, som volleyboll, vilken tillkom 1974, och fotboll som tillkom 1992.

## Handboll
I handboll blev herrlaget isländska mästare 2012.

## Volleyboll
I volleyboll har herrlaget blivit isländska mästare tio gånger medan damlaget blivit isländska mästare fem gånger.

## Fotboll

### Placering senaste säsonger
| Säsong | Nivå | Liga           | Placering | Referens | Notering                        |
| ------ | ---- | -------------- | --------- | -------- | ------------------------------- |
| 2010   | 2    | 1. delid karla | 8         | [ 3 ]    |                                 |
| 2011   | 2    | 1. delid karla | 12        | [ 4 ]    | Nedflyttad till 1. deild karla  |
| 2012   | 3    | 2. deild karla | 3         |          |                                 |
| 2013   | 3    | 2. deild karla | 1         |          | Uppflyttad till 1. deild karla  |
| 2014   | 2    | 1. delid karla | 6         | [ 5 ]    |                                 |
| 2015   | 2    | 1. delid karla | 5         | [ 6 ]    |                                 |
| 2016   | 2    | 1. delid karla | 9         | [ 7 ]    |                                 |
| 2017   | 2    | 1. delid karla | 4         | [ 8 ]    |                                 |
| 2018   | 2    | 1. delid karla | 2         | [ 9 ]    | Uppflyttad till Pepsideild 2019 |
| 2019   | 1    | Pepsideild     | 9         | [ 10 ]   |                                 |
| 2020   | 1    | Pepsideild     | 9         | [ 11 ]   |                                 |
| 2021   | 1    | Pepsideild     | 11        | [ 12 ]   | Nedflyttad till 1. deild karla  |
| 2022   | 2    | 1. delid karla | 2         | [ 13 ]   | Uppflyttad till Besta deild     |
|        |      |                |           |          |                                 |
| 2023   | 1    | Besta deild    | 9         |          |                                 |